# Fidela Fernández de Velasco Pérez
Fidela Fernández de Velasco Pérez   (Madrid, 1920 - valor desconegut) Coneguda amb el sobrenom de Fifí, fou una activista militant de les joventuts del PCE. A l'inici de la Guerra Civil, s'enrolà a les milícies del Front Popular. Condemnada inicialment a mort, patí la presó i la repressió franquista.

## Biografia
Nascuda en un barri humil de Madrid, en el si d'una família treballadora i polititzada, va ser la tercera de quatre germans. Als tretze anys va començar a treballar d'aprenenta de modista i es va afiliar a les Joventuts Socialistes Unificades on, a part de cultura general, lectura dels clàssics i teoria socialista, va aprendre a conduir, clandestinament, els dos únics cotxes que hi havia al barri (una furgoneta i un taxi).
A l'esclat de la Guerra Civil, amb només setze anys, es va enrolar a les milícies republicanes del Front Popular. Molt destra en el maneig de les armes, de seguida va entrar en combat a primera línia del front de Somosierra, on la seva unitat va aconseguir fer retrocedir els feixistes, arrabassant-los-hi un canó que ella mateixa es va encarregar de transportar a Madrid, continuant després cap el front de Toledo. Més tard, va tornar a la serra de Guadarrama on va coincidir amb Rosario Sánchez Mora en la tasca de fabricar bombes rudimentàries amb pots buits de llet condensada farcits de vidres, pedres, claus i dinamita. Fidela Fernández, com a experta conductora de tot tipus de vehicles, també va anar pels camps de batalla a recollir morts i ferits amb l'ambulància.
Després d'un any i mig a les trinxeres, compartint les mateixes penalitats que els homes i havent d'aguantar ofenses sobre la seva condició sexual, va resultar ferida. Un cop recuperada, el partit li va proposar de fer-se càrrec d'un asil per a convalescents, però essent una dona d'acció, al cap de tres mesos, va sol·licitar una missió de risc i va ser enviada a l'escola del Servei d'Informació Militar. Un cop superat el període de formació, va actuar com a infiltrada darrere les línies del Bàndol nacional.
A primers de març de 1939, la Junta Provisional del general Segismundo Casado, amb el suport de Julian Basteiro, Wenceslao Carrillo i els anarquistes Cipriano Mera i Melchor Rodriguez, van pactar amb la cinquena columna la rendició de la República, entregant a l'Exèrcit Nacional diversos militants comunistes, que van ser afusellats. Fidela Fernández també va ser detinguda, però va aconseguir fugir a Alacant, on confiava poder embarcar en algun dels vaixells que havien d'evacuar els milers de republicans concentrats a les platges. No ho va aconseguir i va ser retornada a Madrid on es va entregar a la policia que, per error, havia detingut la seva germana. Ingressada a la Presó de dones de Ventas en règim d'incomunicació, va ser sotmesa a un Consell de Guerra i condemnada a mort. Més endavant va ser traslladada a la presó de Granada, on durant mesos va esperar l'execució. Finalment la van retornar a Madrid i es va assabentar que li havien commutat la pena.
A la Presó de Ventas, va coincidir amb Matilde Landa, que malgrat la seva mala salut, donava suport i assessorament jurídic a les companyes penades a mort. Juntes van dinamitzar un grup afí i van intentar reorganitzar el partit dins la presó.
L'indult li va arribar vuit anys més tard. Durant la postguerra es va guanyar la vida com a transportista i camionera i més tard com a conductora dels autobusos que feien la ruta entre Madrid i els pobles de la Sierra. Va viure a la zona de La Pedriza, a Manzanares de Real. Sempre va militar a les files del Partit Comunista i poc després de la mort del general Franco, va ser agredida per joves feixistes del poble per la seva ideologia.
La seva orientació sexual va ser ocultada i perseguida, fins i tot pel seu propi partit, durant la clandestinitat i la democràcia.